# 默兹河畔帕尼
默兹河畔帕尼（法語：Pagny-sur-Meuse，法語發音：[paɲi syʁ møz]）是法国默兹省的一个市镇，位于该省东南部，属于科梅尔西区。

## 地理
默兹河畔帕尼（48°41'15"N, 5°43'3"E）面积18.81 平方千米，位于法国大東部大區默兹省，该省份为法国西北部内陆省份，北与比利时接壤，西接马恩省和阿登省，南至上马恩省和孚日省，东临默尔特-摩泽尔省。
与默兹河畔帕尼接壤的市镇（或旧市镇、城区）包括：富镇、莱圣雷米、特龙德、默兹河畔乌尔什、默兹河畔圣日耳曼、特鲁塞。

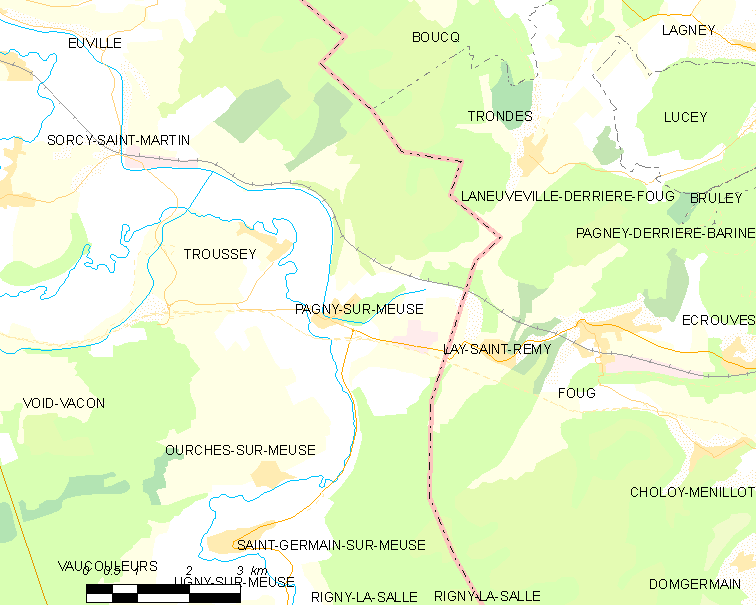
默兹河畔帕尼的OSM定位图

默兹河畔帕尼的时区为UTC+01:00、UTC+02:00（夏令时）。

## 行政
默兹河畔帕尼的邮政编码为55190，INSEE市镇编码为55398。

## 政治
默兹河畔帕尼所属的省级选区为沃库勒尔县。

## 人口

1962-2008年间默兹河畔帕尼人口变化图示

默兹河畔帕尼于2022年1月1日时的人口数量为1026人。